# Myron Ebell
Myron Ebell (* 1953 in Baker County, Oregon) ist ein US-amerikanischer Lobbyist. Er arbeitete für verschiedene libertäre bzw. konservative Think Tanks wie z. B. das Competitive Enterprise Institute und wird zu den zentralen Köpfen der organisierten Klimawandelleugnerszene  gezählt. Er besitzt keine naturwissenschaftliche Ausbildung; stattdessen bezeichnet er seine abweichende Meinung bezüglich der globalen Erwärmung als die „Perspektive eines informierten Laien“. Nach der Wahl Donald Trumps wurde er Chef des Übergangsteams, um die US-Umweltbehörde E.P.A. nach dessen Plänen umzubauen. Nach dieser Tätigkeit nahm er seine Aufgabe am CEI wieder auf. 2023/24 ging er in den Ruhestand.

## Leben
Ebell wuchs auf einer Farm im US-Bundesstaat Oregon auf und studierte anschließend Philosophie, das er mit dem Master-Abschluss beendete. Nach dem Studium war er als Lobbyist für verschiedene Think Tanks tätig und arbeitete unter anderem auch für die Tabakindustrie. Erste Erfahrungen sammelte er bei der von dem republikanischen Senator Malcolm Wallop gegründeten Einrichtung Frontiers of Freedom, die sich für einen minarchistischen Staat (Nachtwächterstaat) einsetzte. Später arbeitete er dann für den republikanischen Kongressabgeordneten John Shadegg, wo er gegen ein Gesetz zum Schutz bedrohter Tierarten kämpfte. Unter anderem arbeitete er für das Competitive Enterprise Institute, eine Denkfabrik, die eine wichtige Rolle bei der Leugnung der globalen Erwärmung spielt. Ziel des Competitive Enterprise Institute ist es unter anderem, die in der wissenschaftlichen Forschung einhellig vertretene Ansicht, dass die globale Erwärmung menschengemacht ist, als Unsinn darzustellen. Finanziert wird sie maßgeblich durch Industriezuwendungen, sowohl direkt von der Kohleindustrie als auch indirekt von der fossilen Energiebranche, wobei insbesondere der Donor's Trust eine wichtige Rolle spielt, der wiederum in enger Beziehung mit Koch Industries steht.
Ebell ist zudem Leiter der Cooler Heads Coalition, eines Zusammenschlusses von konservativen Think Tanks, die sich selbst dem Ziel verschrieben hat, „die Mythen der globalen Erwärmung offenzulegen, indem sie die fehlerhaften ökonomischen, wissenschaftlichen und risikoanalytischen Annahmen offenlegt“. Die Cooler Heads Coalition ist eine Frontgruppe der organisierten Klimaleugnerindustrie, die 1997 entstand und unter anderem aus dem Competitive Enterprise Institute, dem Committee for a Constructive Tomorrow (CFACT), dem Heartland Institute und dem George C. Marshall Institute besteht, die alle Zuwendungen von Seiten der Industrie sowie konservativer Vereinigungen erhalten.
Für den US-Präsidenten Trump leitete Ebell die Umstrukturierung der Umweltbehörde E.P.A. Ziel dabei war insbesondere, die unter der Präsidentschaft Obamas beschlossene Umwelt- und Klimaschutzmaßnahmen wieder abzuschaffen. Trump hatte im Wahlkampf unter anderem gesagt, dass Umweltschutz Geldverschwendung sei, dass gewaltige Budgetkürzungen für die Umweltschutzbehörde E.P.A nötig seien und dass diese es unmöglich für das Land mache, wettbewerbsfähig zu sein. Anschließend kehrte er wieder auf seinen Posten beim CEI zurück.
2017 erhielt er vom Heartland Institute den "Speaks Truth To Power Award", um seine "wahren Reden an die Mächtigen" zu honorieren.
Im August 2023 trat er als Direktor des Center for Energy and Environment am Competitive Enterprise Instituts zurück. Als Gründe nannte er sowohl sein Alter als auch "Nebenwirkungen des COVID-19-Impfung".

## Positionen und Wirken
Ebell gilt als einer der wichtigsten und sichtbarsten Klimaleugner der USA. Er ist fachfremd und selbst nicht in der Forschung tätig. Stattdessen zweifelt er ihm missliebige Ergebnisse der Klimaforschung pauschal an bzw. unterstellt Klimaforschern Manipulation der Klimadaten (vgl. Fear, Uncertainty and Doubt). Über die Cooler Heads Coalition und das Competitive Enterprise Institute verbreitet er unter anderem eine Vielzahl an Materialien, in denen die globale Erwärmung geleugnet wird, und hält Pressekonferenzen und Briefings für Kongressabgeordnete ab; zudem hat er eine wichtige Funktion bei der (medialen) Verstärkung der Botschaften "klimaskeptischer" Wissenschaftler. Gemeinsam mit Christopher C. Horner war er zudem eine entscheidende Figur bei der Diffamierung des IPCCs und der Propagierung des Hackerzwischenfall am Klimaforschungszentrum der University of East Anglia als angeblicher Climategate-Skandal. Ebell ist zudem bekannt dafür, immer wieder verbale Attacken auf Klimaforscher zu starten, insbesondere auf James E. Hansen. Den Klimaforscher Kevin Trenberth bezeichnete er als „Mitglied einer Gang“ und warf ihm vor, seit Jahren Klimadaten zu manipulieren.
Bezüglich der globalen Erwärmung behauptete Ebell, dass der wissenschaftliche Konsens eine Fälschung sei und stattdessen nur ein politischer Konsens sei, dem sich auch manche Klimaforscher angeschlossen hätten,  dass das Hockeyschläger-Diagramm falsch sei, die globale Erwärmung keine Grund für Besorgnis sei, da die Kohlenstoffdioxidkonzentration in der Erdatmosphäre in der Vergangenheit bereits höher gewesen sei, die Erde eine Abkühlungsphase analog der Kleinen Eiszeit eingetreten sei, die Ozeane sich nicht erwärmen würden und die derzeitige Emissionen nur dafür sorgten, dass die Erde ein angenehmer Platz zum Leben bliebe. Klimamodelle würden nicht einmal einen Lachtest bestehen; durch die Erwärmung würden sich keine Lebensräume für Tiere verschieben und Daten, die eine Erwärmung der Arktis zeigten, seien gefälscht.
Die Klimaschutzbewegung bezeichnet Ebell als „Kräfte der Dunkelheit“, da es angeblich ihr Ziel sei, überall auf der Welt die Lichter ausgehen zu lassen. Die 2015 von Papst Franziskus verfasste Enzyklika Laudato si’ nannte er unter anderem „wissenschaftlich schlecht informiert, ökonomisch analphabetisch, intellektuell inkohärent und moralisch stumpfsinnig“, zudem sei sie auch „theologisch suspekt und große Teile davon ein linkes Gegeifere“. Den US-Senat rief er auf, das auf der UN-Klimaschutzkonferenz 2015 beschlossene Übereinkommen von Paris abzulehnen.
Ein weiteres wichtiges Ziel ist es für Ebell, den Klimaschutzplan Barack Obamas rückgängig zu machen, der die Emissionsreduktion der amerikanischen Kraftwerksflotte vorsieht. So solle die neue Regierung die Richtlinien der Umweltschutzbehörde E.P.A. abschaffen, die sich wirtschaftsschädlich auswirken könnten. Den ursprünglichen Clean Power Plan Obamas hält er für illegal, er solle auch vielmehr „costly power plan“ heißen. Der beste Weg, auf die globale Erwärmung zu reagieren, sei es, mehr fossile Energieträger zu verbrennen, da die Energieindustrie umso schneller neue Technologien einführen könne, je besser es ihr wirtschaftlich ginge. Selbst wenn die globale Erwärmung sich tatsächlich als Bedrohung herausstellen sollte, sei es besser abzuwarten um dann später in der Zukunft mit besseren Methoden einzugreifen als heute etwas zu tun. Daneben solle der Staat bundeseigene Flächen für die Ausweitung von Kohle, Öl- und Gasförderung sowie Waldrodung bereitstellen.
Die Umweltschutzbewegung hält Ebell für "die größte Bedrohung für Freiheit und Wohlstand". In der Wahl Donald Trumps sieht er eine Abwahl des Expertentums, das seiner Ansicht nach in vielerlei Aspekten versagt habe, unter anderem auch in der Klimapolitik. Fachleute seien zudem voller Arroganz und Hybris. Die Tatsache, dass die Volksrepublik China nun ebenfalls auf eine ambitionierte Klimaschutzpolitik sowie den Ausbau der erneuerbaren Energie setzt, erklärt Ebell mit Wirtschaftspolitik. China investiere deshalb so stark in regenerative Energientechnik wie Windkraftanlagen und Photovoltaik, um diese an "leichtgläubige Verbraucher in der westlichen Welt" zu verkaufen, damit dort die Strompreise stiegen und die chinesische Wirtschaft konkurrenzfähiger werde.
2019 warf er der Regierung Trump vor, Umweltschutzbestimmungen nicht aggressiv genug abzuschaffen. Zwar hatte diese alle großen Umweltschutzgesetze entkernt, die unter der Vorgängerregierung Obama beschlossen wurde, noch existiert aber eine EPA-Richtlinie, nach der Kohlendioxid und weitere Treibhausgase negative Auswirkungen auf die öffentliche Gesundheit und Wohlfahrt haben. Diese soll nach Ebell ebenfalls abgeschafft werden.
Ebell gilt als gut mit europäischen Organisationen vernetzt. Er unterhält enge Verbindungen zur europakritischen EU-Fraktion Europäische Konservative und Reformer und tritt häufig bei der Global Warming Policy Foundation sowie bei EIKE auf. Unter anderem hielt er 2019 via Skype einen Vortrag bei der jährlichen Konferenz von EIKE.  Bei einer Konferenz 2017 begrüßte er die EIKE-Führungspersonen Holger Thuß und Wolfgang Müller mit Vornamen und lobte die Tätigkeiten von EIKE sowie die gute Zusammenarbeit. EIKE übernimmt wiederum viele Beiträge des Competitive Enterprise Institutes, für das Ebell arbeitet.